# لباس متكيف

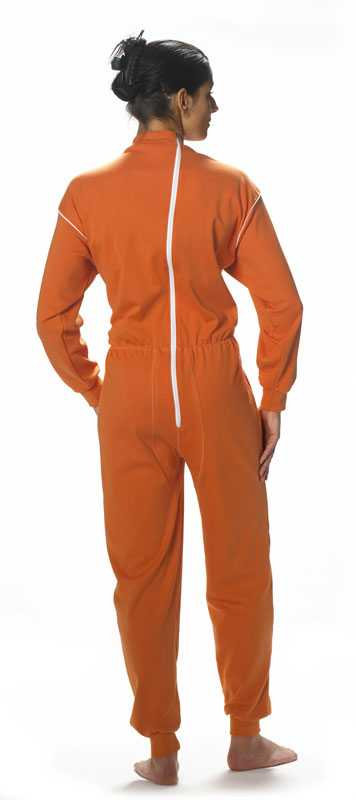
لباس متكيف يفتح من الخلف.

اللباس المتكيف هو ملبس مصمم للأشخاص الذين يعانون من إعاقات جسدية، وللمسنين، والعجزة الذين قد يواجهون صعوبة في خلع الملابس بأنفسهم بسبب عدم القدرة على التعامل مع الإغلاق، مثل تبكيل الأزرار والسوستة، أو بسبب فقدانهم القدرة الكاملة على الحركة المطلوبة لخلع الملابس. وعادة ما تصمم هذه الملابس لتغلق من الخلف مما يسهل لمقدم الرعاية في مساعدة الفرد على ارتدائه. كما تستعمل رباطات فيلكرو بدلا من الأزرار والسوستة لتسهيل ربط الملابس.

## ذوي الاحتياجات الخاصة
تستعمل الملابس المكيفة في حالات أمرض مثل الوذمة، والسلس وحالات السلوك غير اللائق المرتبط مرض آلزهايمر وهناك أنماط مختلفة من الملابس المتكيفة والتي صممت لتتماشى مع الفرد وطبيعة مرضه. على سبيل المثال، الشخص الذي لا يستطيع رفع ذراعيه فوق مستوى الكتف يحتاج إلى ملابس مختلفة عن شخص يعاني من سلس البول. من الصعب العثور على يمكن الملابس لذوي الاحتياجات الخاصة. لهذا السبب، يسعى البعض إلى توظيف خياطين لتحويل ملابس جاهزة إلى ملابس تناسب احتياجاتهم الخاصة.
نسبة الأطفال ذوي الاحتياجات الخاصة أخذة على النمو السريع في عصرنا هذا، مثل أولاد محدودي الحركة، وذوي ضعف في المهارات، والذيت يتغذون عن طريق الأنبوب، والذين يعتمدون على كرسي متحرك، وأصحاب الشلل الدماغي، والضمور العضلي، والعاهات الخلقية، والقسطرات وفغر القولون والتوحد والصلابة.
وهناك شركات تصنع ملابس للأطفال ذوي الاحتياجات الخاصة باستخدام التعديلات التالية: طبقات مسطحة للحد من الاحتكاك وتعديلات مخفية لجعل الملابس تبدو طبيعية مثل استعمال أقمشة متمددة مع الفيلكرو، توسيع قاعدة البنطال لاستيعاب الحفاضات، واستعمال الخصر المطاطي للراحة وتسهيل خلع الملابس مع الاهتمام بمعايير السلامة وقابلية الاشتعال. وبالإضافة إلى ذلك يمكن للشركات تصنيع ملابس مصممة خصيصا لتلبية احتياجات كل زبون.
بعض الأمثلة على الشركات التي تصنع ملابس للأطفال ذوي الاحتياجات الخاصة: أدابتايشن باي ادريان (Adaptations by Adrian)؛ ملابس ميني ميراكل للاطفال (Mini Miracles Children's Clothing)، وكالاهان (Callhans)؛ وملابس تالون.

### مرض ألزهايمر
يجعل الخرف المصاحب لمرض ألزهايمر في كثير من الأحيان المرضى إلى التعري في أوقات غير مناسبة. في هذه الحالة، تصمم الملابس المتكيفية للمرضى ألزهايمر بميزة الإغلاق من الخلف لتصعيب خلع الملابس من دون مساعدة من مقدم الرعاية.

### وذمة
وذمة هو تورم في القدمين والساقين، والذي يمكن أن يؤدي إلى صعوبة وعدم راحة عند ارتداء الأحذية التقليدية. في هذه الحالة تستعمل أحذية متكيفة فضفاضة، قابلة للتعديل في الحجممع إغلاق الفيلكرو.

### السلس
الأفراد الذين يعانون من السلس بحاجة لملابس التي تتحمل صرامة وتكرار الغسيل. تمصمم أحذيتهم لتكون قابلة للغسل ولا تمتص الرطوبة.

### السكتة الدماغية
كثيراً ما تسبب السكتة الدماغية بدرجة متفاوتة من الشلل، مما يؤدي إلى عدم القدرة على تبكيل الأزرار والسحابات. تستخدم ملابس المتكيفة لمرضى السكتة الدماغية الفيلكرو، كي يتمكن التلاعب بها بيد واحدة بسهولة أكبر.